# スパッツ

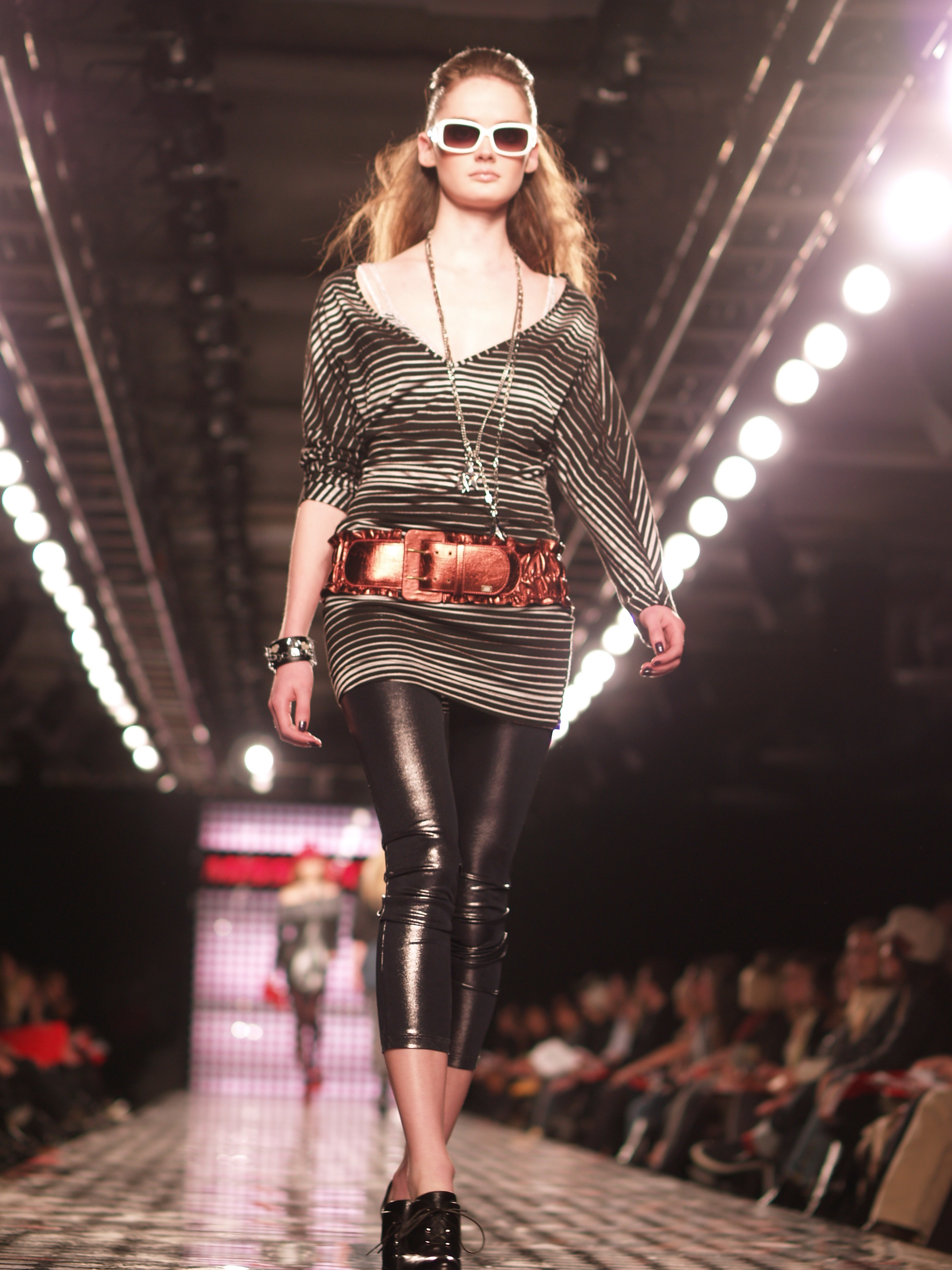
チュニックトップスにスパッツを合わせキャットウォークを歩くリサ・カント

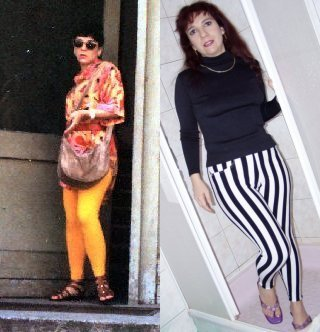

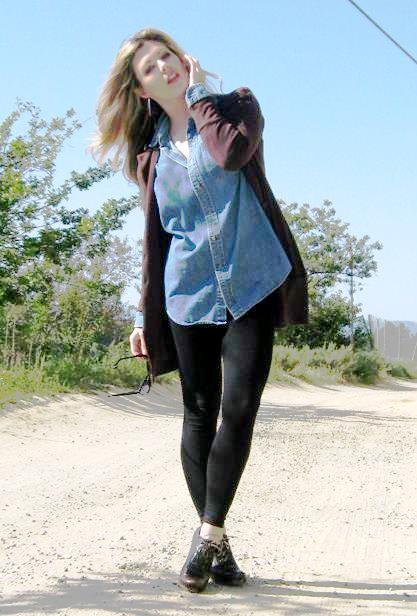

スパッツとは、伸縮性のあるアウターウェアまたはボトムスに対する日本での呼称。英語でのレギンス (leggings) に相当する。
綿混などのメリヤス素材や光沢感のある合成繊維のスパンデックスなど伸縮性のあるカットソー素材の生地を縫製した腰から足首までぴったりと身に沿ったズボンやズボン下またはタイツ状の股引に近似した紳士用、婦人用、子供用、スポーツ用などに用いられる衣類の総称である。腰近辺に履くものである。

## 概要
股引に似た形状のタイツ・ストッキングと同じような素材で作った爪先のない下衣でレギンスと呼ばれることもある。
スポーツ以外の日常的な場面で着るためのスパッツは主に女性向けの衣類であるが、2008年頃にコレクションにてコム・デ・ギャルソンなどのブランドからメンズ・スカートなどと共に男性用の衣料として発表されたこともある。
エアロビクスの流行も関連した1970年代後半に提案と登場がみられ、元はスポーツ衣料、バレエの練習着等としての流通だったが、1980年代中頃からボディラインやシルエットを強調したボディーコンシャス・ファッション（ボディコン）やストリート・ファッションが流行した影響を受け、1990年代においては女子小学生の間でスカートのインナーにスパッツを合わせるファッション、Tシャツにスパッツを合わせるファッションが流行した。光沢感のあるスパンデックス繊維のスパッツが特に人気であったが、綿素材などのスパッツも生産され、色も黒だけではなくピンクなど明るい色を基調としたものや単色ではなくツートンカラーのもの、ロゴが入ったものなど、シンプルながらも個々のファッション性に応じる様々なスパッツが商品化された。
2005年頃には膝付近までのミドル丈ワンピースやチュニック丈の上衣にスパッツを重ねるコーディネートなども登場し、数年後には全世代で定着した。カジュアルな婦人用アウターとしても注目を浴びるようになり、普及が進んだ。
日本では婦人服でのスカートやショート丈パンツ（ズボン）の下にスパッツをコーディネートして組み合わせて着ることは、1990年代には広く定番化した。婦人服でのチュニック丈の流行以降は女児向けの子供服にも徐々に広がり、防寒などの実用にも優れているため、さまざまな子供用も販売されている。
現在では、ミニスカートやショートパンツの下に長いスパッツを組み合わせるなど、「見せる下着」に戻った着用法も見られる。一方、下着が見えないように短いスパッツをスカートやショートパンツの下にはく女性も多い。この着用の仕方は、中学生から高校生を中心に10代の女子が制服スカートの下にパンチラ防止、オーバーパンツ（見せパン）として穿くという用途が最も多い。実際に、学生らの世代向けにスカート下の窃視から身を守る「下着隠し」としての対策や機能を謳った製品もある。
流行ファッションとはまた違う別の用途としてはコスプレイベント等で体幹部の肌の過度な露出の抑制や盗撮防止の観点から男女問わずコスプレ参加者にはスパッツの着用が推奨ないし義務付けられている場合もある。
このように日本では様々な場面でよく見かけるが、今日の欧米ではそれほど一般的なものではない。また、タイツの意味で使われたり、これにオーバースカートつきの「スカッツ」なるファッションが現れたりして、混同しやすい。

## 名称
スパッツという呼び方は和製英語に分類される。英語本来のspatsは、磨き上げた靴を土ぼこりや泥水の跳ねから守るために靴の上にかぶせて装着する脚絆（ゲートル）を指す言葉だったが、日本に持ち込まれる際に誤って違うものを指す言葉として導入された。ただし、登山用のスパッツは足首から膝までを覆い、本来のこの用法で用いられている（靴用スパッツ(足首)を参照）。
本項で記載しているズボン、パンツ形のものは欧米ではレギンス (leggings) もしくはフランス語でカルソン (caleçon) と呼ばれる（ただし、レギンスは前述の「脚絆」を指す言葉としても用いられる）。日本語で最も近い言葉は股引である。本来はスパッツもレギンスも同じ衣類の名称であり、混同されている。今日の日本では、裾が膝上以上の短い丈をショートスパッツ、裾が膝下から踝丈までの長さのものをレギンスやロング丈スパッツと呼ぶ傾向にある。
すでに普及していた「スパッツ」という呼称に新鮮味が薄れたことから、2007年頃に鴇田章をはじめとする日本の服飾業界が「レギンス」の名称への言いかえを打ち出した。これにより、ニューファッションアイテムとして普及を図った。流行する以前に認知度を高めるため、「“スパッツ”は昨シーズンから“レギンス”と呼ぶことになっているのでご注意を（笑）。年齢がバレますよ」といった強引な煽り記事が雑誌やインターネット上に蔓延し、騒動になった。同時期、今までスパッツと呼称して流通させていた製品を急にレギンスと名前を変えて売りだしても、一部営業や仕入業者の間には浸透せず取引の際に混乱が起き、当座の間はスパッツという言葉が使われることとなった。2016年以降は本来の「スパッツ」という名称に戻して取り扱う販売店も多い。つまるところ、レギンスとは当時における消費者へ向けた一種のネーミングキャンペーンだったということがうかがえる。

## スポーツ用途
幾多の製造メーカーの開発努力もあり、伸縮性に富んで吸汗性に優れるなど機能を高めたスポーツのトレーニング用が普及し、広く着用されている。スポーツ医学に基づくテーピングの原理を応用して効果に着目したものも開発が進んでおり、下腹部、臀部、膝関節や腰をサポートして引き締め、筋肉の揺れを抑えてケガの防止効果があるとされる。
スパッツは基本的に肌着の上に重ねて穿くものであるが、スポーツ用途においては、水着同様に直に穿く場合もある。具体的には自転車競技・マラソンなどの陸上競技では主に競技ユニフォームのズボンとして着用し、それ以外のサッカー・ラグビー・バレーボールなどの球技スポーツでは肌着として直に着たその上からユニフォームを着用することが、男女アスリート選手にはほぼ広く一般化している。野球ではスパッツに機能性を持たせた「スライディングパンツ」というものもある。スパッツは動きやすく通気性に優れ、紳士向け下着の場合は日常生活で着ける肌着のパンツ（トランクス・ブリーフ・ボクサーパンツなど）と比べてスポーティーで着用感も良いとされる。
また昨今は、スポーツウェア製品群も競技ごとの細分化があり、多くのスポーツ用品メーカーが製品化している。すそは膝上あたりまでとやや短めで、色は黒・白・青などの無地モノトーンが主流である。特にサッカー用途向けは色のバリエーションが多い傾向にある。教育の場である中学・高校・大学などの部活動やアマチュアチーム・クラブでも取り入れられ、基本はスパッツは下着（肌着のトランクスなど）の上にスパッツやスライディングパンツを重ねてはくのは、基本的に誤用である。スライディングパンツを着用している選手はユニフォームを注視すれば膝上あたりで輪郭が見え、白地のユニフォームでは全体が透けて見えるようになっている。
ユニフォームのズボン（短パン・ハーフパンツ）よりもスパッツの方が丈が長いことがほとんどであるため、ズボンのすそ口や膝上あたりからスパッツが見える「重ねばき」状態となるケースが大半であり、下着としてスパッツを着用している場合は見せパンの一種となりうる。これを逆手にとり、丈の短いズボンと着こなすファッションもある。
伸縮性に富み吸汗性に優れた衣類であるため、男女を問わずスポーツのトレーニング用として着用される。体操・チアリーディング・バレエ・ジョギングなどの全身運動、特に下半身を動かすスポーツに用いられる。練習着として、ヨガ教室やスポーツジムといった施設で愛用している女性も多い。祭事では、山口祇園祭や丸山華まつりなど日本各地で女性の神輿、女神輿の担ぎ手の衣装としても採用された。
スコートやスポーツスカート、ショートズボンや競技用トランクスなどを着用するスポーツでは、それらの下にスパッツやスパッツ型のアンダースコートを着用するケースもある。

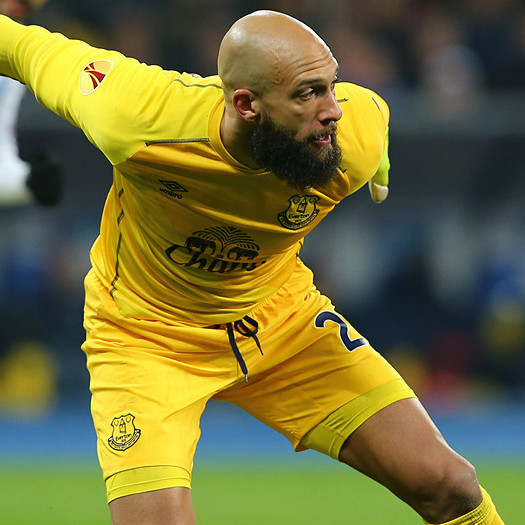
半ズボン型
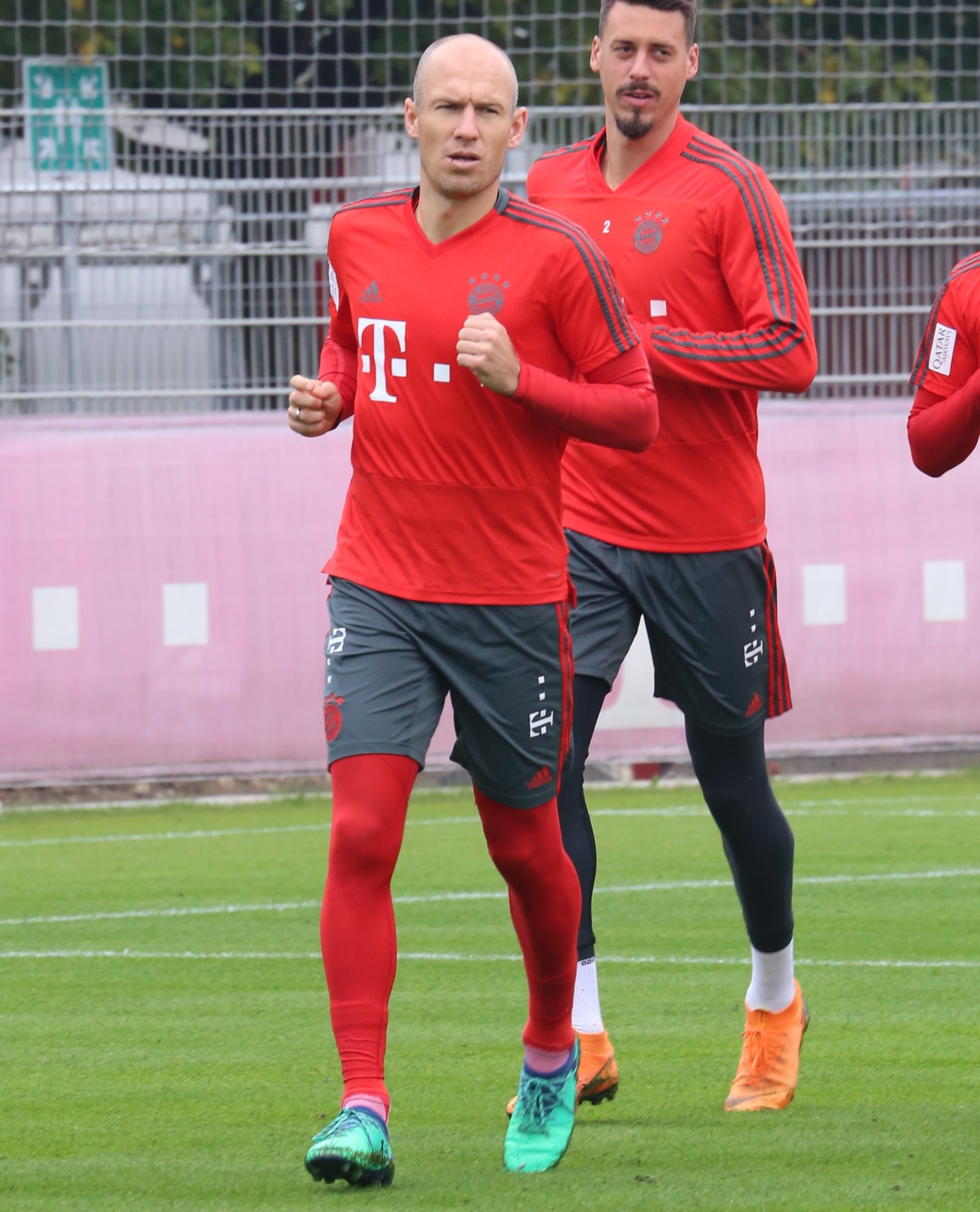
長ズボン型
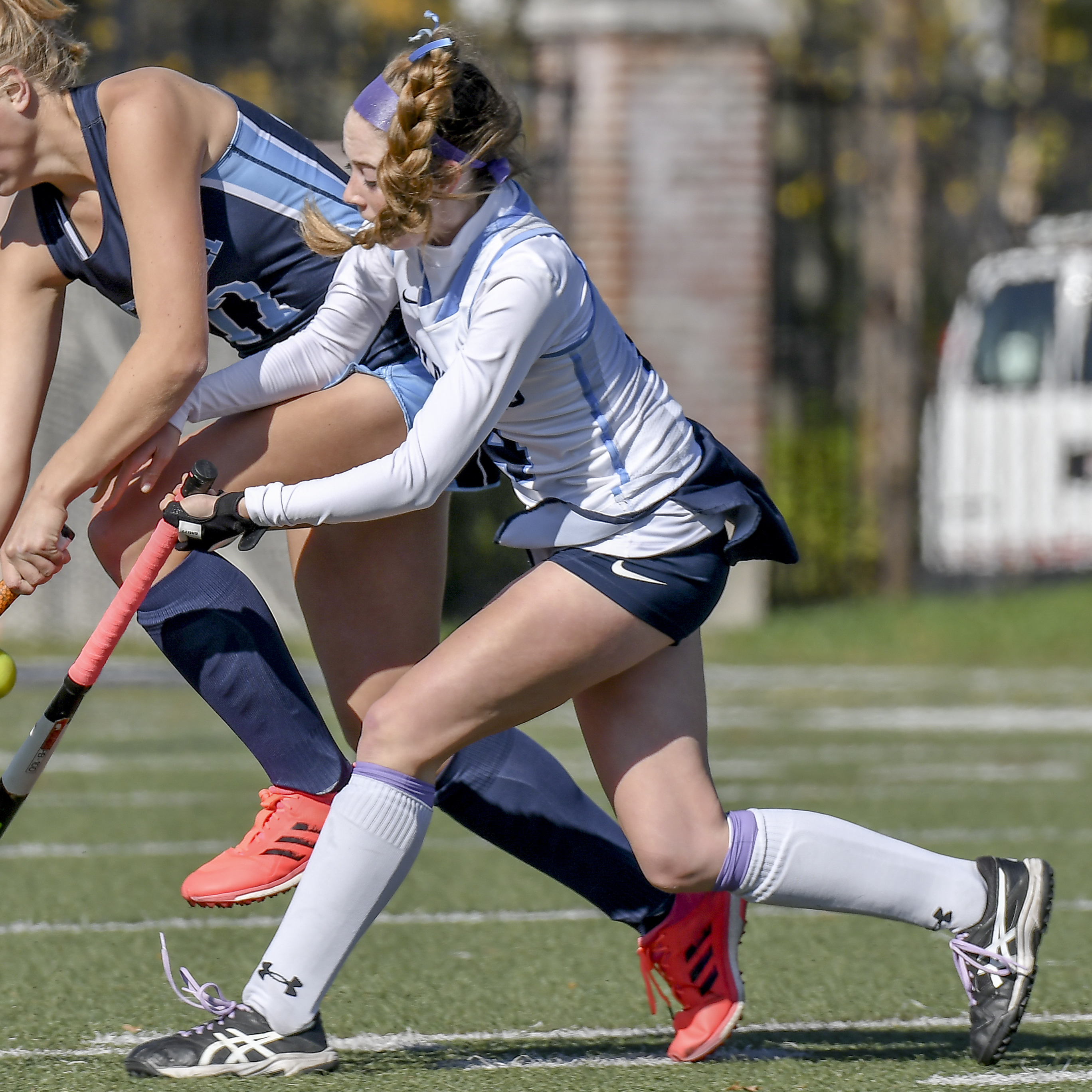
フィールドホッケーのスコート下
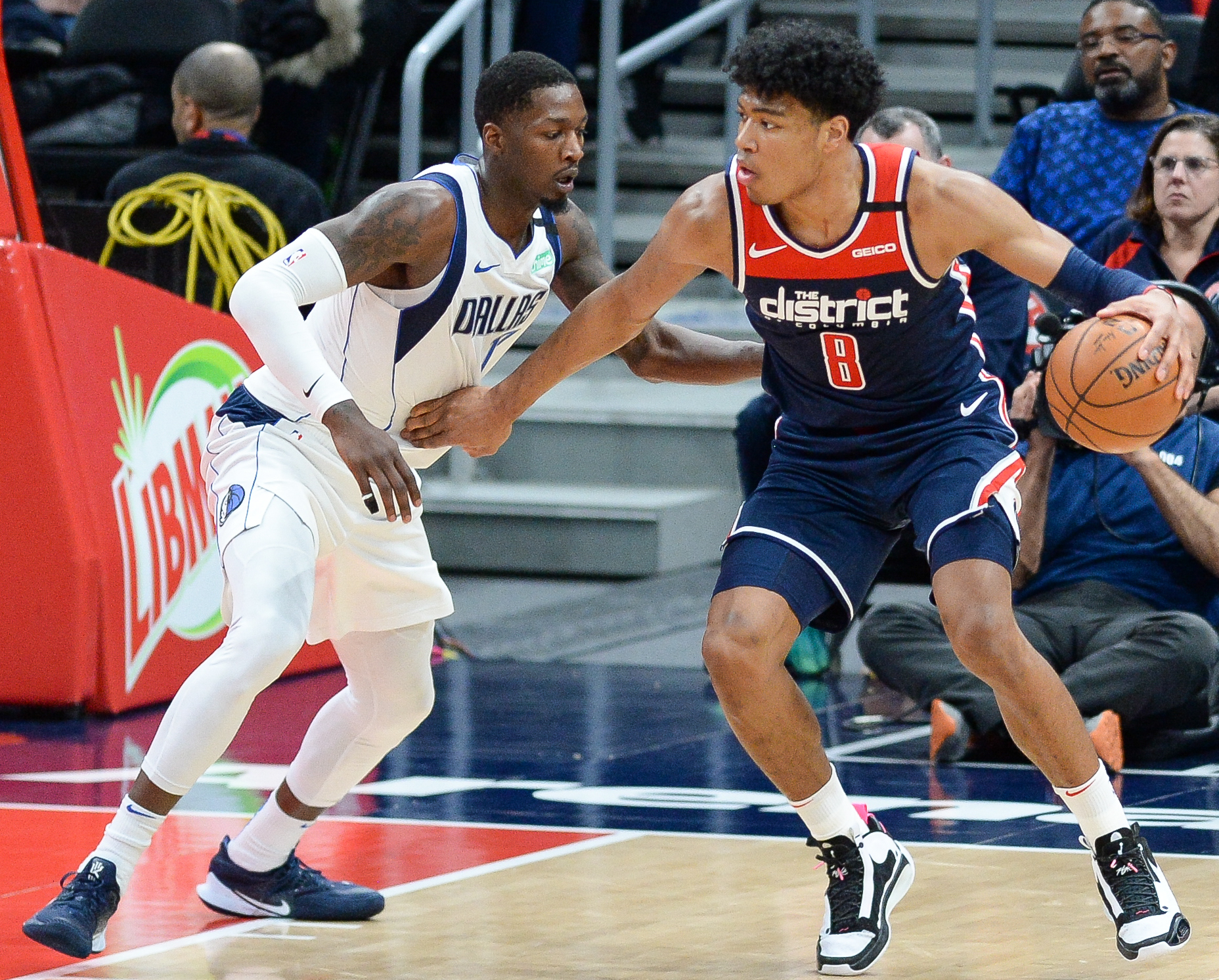
バスケットボールのショーツ下
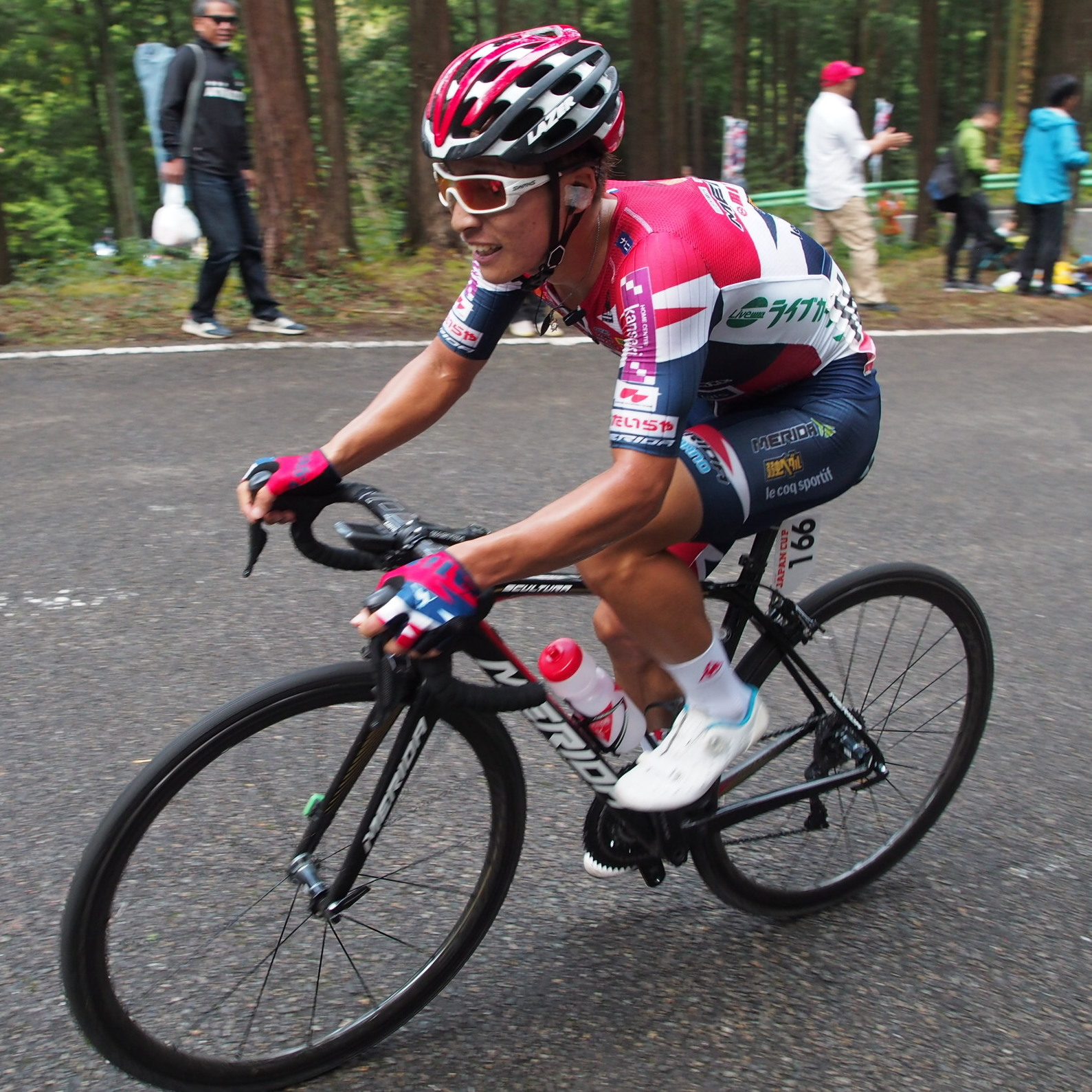
サイクリング・ショーツ
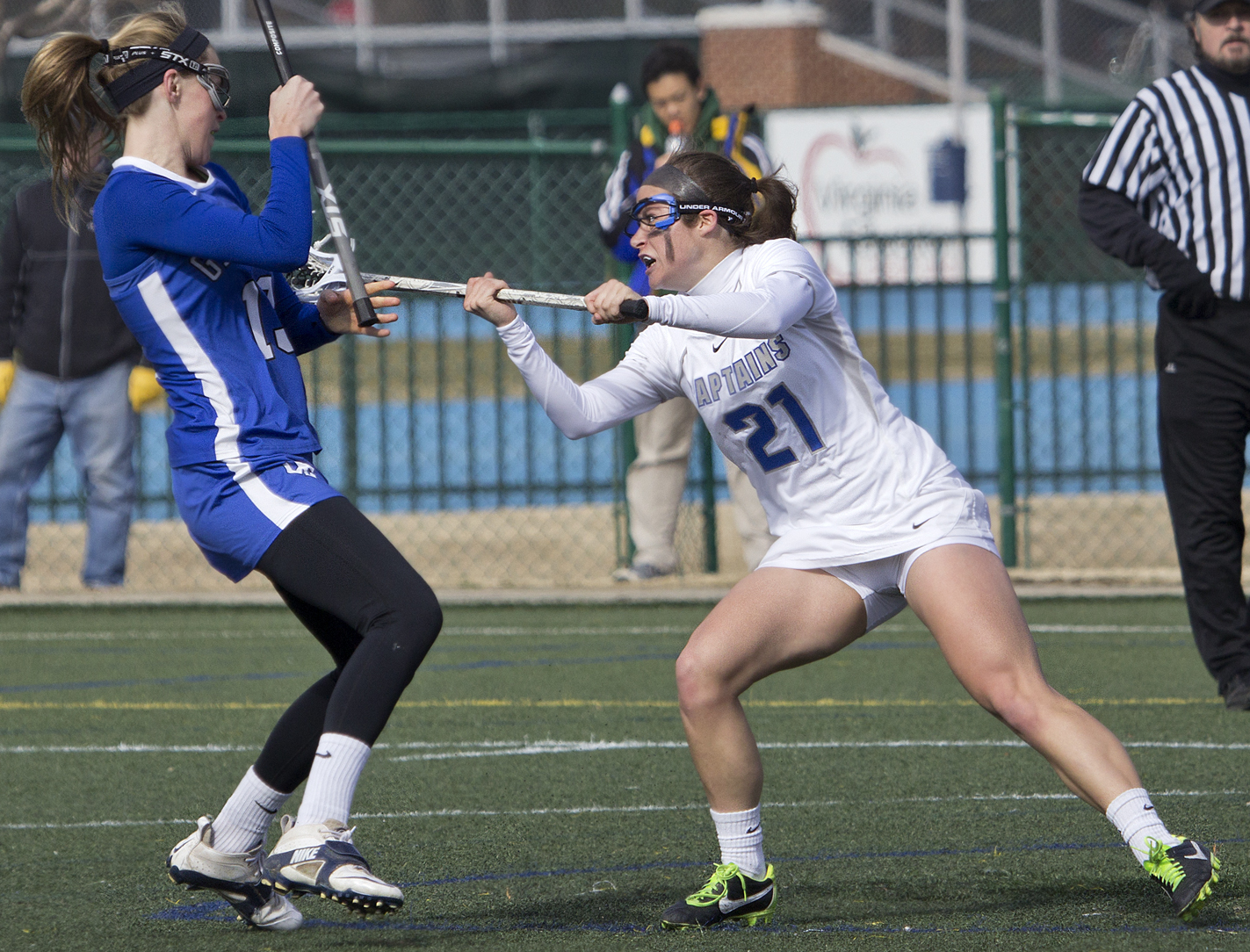
女子ラクロスのスコート下